# M104 Wolverine
Der M104 Wolverine ist ein Brückenlegepanzer der US-Streitkräfte und gehört zur Gruppe der Kampfunterstützungsfahrzeuge. Er basiert auf der Wanne des M1 Abrams.

## Entwicklung
Mit der Beschaffung des M1 Abrams für die US-amerikanischen Streitkräfte zeigte sich die Unzulänglichkeit des Brückenlegers M60A1 Armored Vehicle Launched Bridge (AVLB). So war die Traglast der Brücke erreicht und der Abrams konnte nur in Schrittgeschwindigkeit passieren. Ebenfalls war das Trägerfahrzeug, ein umgebauter M60, untermotorisiert, um dem Kampfpanzer im Gefecht folgen zu können. Eine Kampfwertsteigerung wurde nicht als Lösung angesehen.
So wurde 1983 die Rüstungsindustrie mit einer Neuentwicklung beauftragt. Ein potenzielles Projekt war eine Heavy Assault Bridge, die Double Fold Scissors Bridge der Unternehmen Bowen McLaughlin York und Israel Military Industries auf einer modifizierten M1-Wanne, jedoch erfolgte 1990 durch Änderungen im Finanzhaushalt der Entwicklungsstop.
Mit dem Beginn des Zweiten Golfkriegs und der Operation Desert Storm zeigte sich jedoch schnell, dass ein neuer Brückenleger unumgänglich war. So trieb man 1991 die Entwicklung voran, entschied sich aber, die Brücke neu auszuschreiben. Insgesamt wurden drei Systeme als Lösung vorgestellt, von denen letztendlich 1994 das deutsche Leguan-System von MAN Mobile Bridges GmbH (seit 2005 Tochterfirma von Krauss-Maffei Wegmann, 2006 verschmolzen und Firma erloschen), vertreten von General Dynamic Landsysteme, ausgewählt wurde. Das Projekt erhielt daraufhin die Bezeichnung XM104 Wolverine.
Durch Änderungen in der Planung wurde das Trägerfahrzeug 1996 auf dem Rüststand M1A2 SEP geändert. Die US-Army plante, 465 Fahrzeuge zu kaufen, jedoch wurden von 1997 bis 2001 lediglich 44 Fahrzeuge hergestellt, die übrigen wurden nach einer Etatkürzung ersatzlos gestrichen.

## Allgemein
Im Gegensatz zum M60A1 AVLB funktioniert das Verlegeverfahren der Panzerschnellbrücke Leguan horizontal im freien Vorbau. Zum sonstigen Scherenverfahren, bei dem die Brücke vertikal aufgeklappt und dann verlegt wird, bietet diese Variante eine deutlich niedrigere Silhouette. Die Aluminiumbrücke hat eine Gesamtlänge von 26 m bei 10,5 Tonnen Gesamtgewicht und ermöglicht das Überwinden von bis zu 24 m breiten Geländeeinschnitten. Sie trägt Lasten bis zur militärischen Lastenklasse 70 bei maximal 16 km/h. Die Verlegedauer beträgt fünf Minuten, das Aufnehmen acht bis zehn Minuten. Der gesamte Verlegvorgang entspricht dabei dem der Panzerschnellbrücke Biber, erfolgt aber mit Computerunterstützung.
Als Trägerfahrzeug dient der M1A2 SEP. So verfügt der Brückenleger über das digitale Bordnetz, über das Hilfsaggregat zur Stromerzeugung und in leicht abgeänderter Form über das Kommandointerface zur Nutzung des FBCB2-Netzwerks. Die gesamte Verlegemechnik wurde im Drehkranz untergebracht und um ein Stützschild ergänzt.
Die Besatzung besteht aus zwei Soldaten, dem Fahrer und dem Kommandanten (Bediener). Der Brückenleger selbst ist unbewaffnet. Die maximale Geschwindigkeit beträgt 72 km/h, im Gelände 32,2 km/h und auf befestigten Wegen 56 km/h.